# Formostenus cherraensis
Formostenus cherraensis là một loài tò vò trong họ Ichneumonidae.